# Erich Siegmann
Erich Siegmann (* 23. August 1956) ist ein Generalmajor a. D. der Luftwaffe der Bundeswehr und in seiner letzten Verwendung bis März 2020 Director Policy and Capabilities im Internationalen Militärstab der NATO in Brüssel.

## Militärische Laufbahn

### Ausbildung und erste Verwendungen
Siegmann trat 1976 als Offizieranwärter in Fürstenfeldbruck in die Bundeswehr ein und nahm bis 1977 im Rahmen des 43. Offizierlehrgangs an der Offizierausbildung der Offizierschule der Luftwaffe in Neubiberg teil. Von 1977 bis 1981 studierte er Pädagogik an der Universität der Bundeswehr München. Nach dem Abschluss als Diplom-Pädagoge (univ.) folgte bis 1982 die Luftfahrzeugführerausbildung auf der Sheppard AFB, Texas, USA und anschließend bis 1983 die Waffensystemausbildung auf dem Flugzeugmuster RF-4C Phantom II auf der Bergstrom Air Force Base in Austin (USA). Nach der Europäisierungsphase wurde Siegmann dann bis 1985 als Luftfahrzeugführer RF-4E Phantom bei der 2. Staffel des Aufklärungsgeschwaders 51 „Immelmann“ in Bremgarten eingesetzt. Am 18. März 1985 stürzte die von Erich Siegmann geführte RF4E 35+27 ab, Siegmann und sein Kampfbeobachter, Oberleutnant E. Quintus, konnten sich mit dem Schleudersitz retten. 1985 folgte die Umschulung auf das Flugzeugmuster HFB 320, um dann von 1985 bis 1989 als Luftfahrzeugführer (im Bereich der elektronischen Kampfführung) und Einsatzoffizier bei der 3. Staffel des Jagdbombergeschwader 32 auf dem Lechfeld eingesetzt zu werden.

### Generalstabsausbildung und Dienst als Stabsoffizier
Im 34. Generalstabslehrgang an der Führungsakademie der Bundeswehr in Hamburg von 1989 bis 1991 wurde Siegmann zum Offizier im Generalstabsdienst ausgebildet. Es folgte bis 1993 die erste Verwendung im Bundesministerium der Verteidigung (BMVg) als Referent Lufttransporteinsatz im Führungsstab der Luftwaffe (Fü L III 3) auf der Hardthöhe in Bonn. Dieser folgte 1993 eine weitere Umschulung auf das Flugzeugmuster C-160 Transall an der Verkehrsfliegerschule der Lufthansa in Bremen und auf dem Fliegerhorst Wunstorf, um noch im gleichen Jahr bis 1996 als Dezernatsleiter A 3 a im Lufttransportkommando in Münster zu dienen. 1996 bis 1998 folgte eine truppendienstliche Verwendung als Kommandeur Fliegende Gruppe im Lufttransportgeschwader 62 (LTG 62) Wunstorf. 1998 kehrte Siegmann als Referent in den Planungsstab des BMVg zurück.  Noch im gleichen Jahr bis 2000 leistete er Dienst als Stellvertretender Adjutant Luftwaffe des Bundesministers der Verteidigung. 2000 kehrt Siegmann zum LTG 62 zurück, um dort bis 2003 als Kommodore des Lufttransportgeschwader 62 und Standortältester des Standortes Wunstorf das Kommando zu übernehmen. In dieser Verwendung als Oberst erfolgten drei von vier Auslandseinsätzen von Siegmann. Er wurde 2001 als Leiter des Lufttransportstützpunktes Istanbul-Sabiha Gökçen in Istanbul im Rahmen der Operation Enduring Freedom, 2002 als Leiter des Strategischen Lufttransportstützpunkts Termez in Usbekistan und im gleichen Jahr Stellvertretender Kommandeur Kabul Multinationale Brigade (AirOps) in Kabul eingesetzt. Von 2003 bis 2005 war Siegmann Leiter des Fachbereichs Führung und Einsatz Streitkräfte an der Führungsakademie der Bundeswehr und anschließend bis 2007 als Referatsleiter im Führungsstab der Streitkräfte (FüS V 1 – Einsatzgrundlagen und Übungen) des BMVg in Bonn. 2007 bis 2009 folgte für Siegmann eine Verwendung als Leiter des Referates 222 (Militärische Aspekte der Sicherheitspolitik, Angelegenheiten der Streitkräfte und Bundessicherheitsrat) im Bundeskanzleramt in Berlin.

### Generalsverwendungen
Ab 2009 bis Dezember 2012 war Siegmann unter Bernhard Fürst Stellvertretender Kommandeur der 2. Luftwaffendivision in Birkenfeld. Im Februar 2012 bis August 2012 wurde Siegmann, der 2010 zum Brigadegeneral ernannt worden war, als Base Commander Camp Marmal/Mazar-e Sharif (Afghanistan) eingesetzt.
Zum 1. Januar 2013 wurde Siegmann als Chef des Stabes zum Allied Air Command Ramstein auf der Ramstein Air Base in Rheinland-Pfalz versetzt und zum Generalmajor ernannt. Zum 1. Oktober 2016 übergab Siegmann seinen Dienstposten an den italienischen Generalmajor Claudio Gabellini.
Von 1. Dezember 2016 bis 1. März 2020 war Siegmann in seiner letzten Verwendung Director Plans and Capabilities im Internationalen Militärstab der NATO in Brüssel, Belgien. Im Anschluss trat er nach 44 Dienstjahren in den Ruhestand.

## Privates
Erich Siegmann ist verheiratet und Vater zweier Kinder.